# T. A. Razzaq
T. A. Razzaq foi um roteirista de cinema em filmes malaialas. Ele começou sua carreira com Vishnulokam em 1991. Ele trabalhou por cerca de 30 filmes malaialas com as áreas de sua contribuição, incluindo roteiro, história e os diálogos. Sua irmão mais novo TA Shahid também foi um roteirista que escreveu roteiros para filmes de sucesso como Balettan e Rajamanikyam. Ele faleceu em 15 de agosto de 2016.[carece de fontes?]